# Eremasiomyia luteicornis
Eremasiomyia luteicornis är en tvåvingeart som först beskrevs av Villeneuve 1933.  Eremasiomyia luteicornis ingår i släktet Eremasiomyia och familjen köttflugor.
Artens utbredningsområde är Egypten. Inga underarter finns listade i Catalogue of Life.